# Masaya Games
Masaya Games是日本公司Extheme持有的电子游戏品牌。品牌由日本Computer System（NCS）于1986年以“Masaya”名义创立；2014年11月，NCS将其全部著作权让渡给Extreme。
代表游戏有超兄贵、重装机兵、梦幻模拟战等。